# Pavillon Ferdinand-Vandry
Le pavillon Ferdinand-Vandry  (VND) est l'un des bâtiments de l'Université Laval, à Québec. Il est conçu par Lucien Mainguy est achevé en 1957.

## Description
Ferdinand Vandry fut recteur de l'Université de 1945 à 1954. On retrouve dans ce pavillon la Faculté de médecine, la Faculté de pharmacie et la Faculté des sciences infirmières. Un important projet de construction a permis doubler sa surface en 2008 et d'accueillir les autres facultés de science de la santé comme la Faculté des sciences infirmières qui était auparavant situé au pavillon Paul-Comtois.

## Art public
Plusieurs œuvres d'art public ornent ce pavillon. À l'extérieur du côté est on trouve deux sculptures — La misère et La santé — de Paul Lacroix ainsi qu'une mosaïque — Les sept étapes de la médecine — d'André Garant. Dans le hall d'entrée du côté est se trouve une peinture murale de Jean Paul Lemieux — La médecine à Québec.  Enfin, à l'intérieur du côté ouest du pavillon ainsi qu'à l'extérieur dans le cloître, on trouve une sculpture en plusieurs éléments de Pierre Leblanc — Pour la suite du monde.

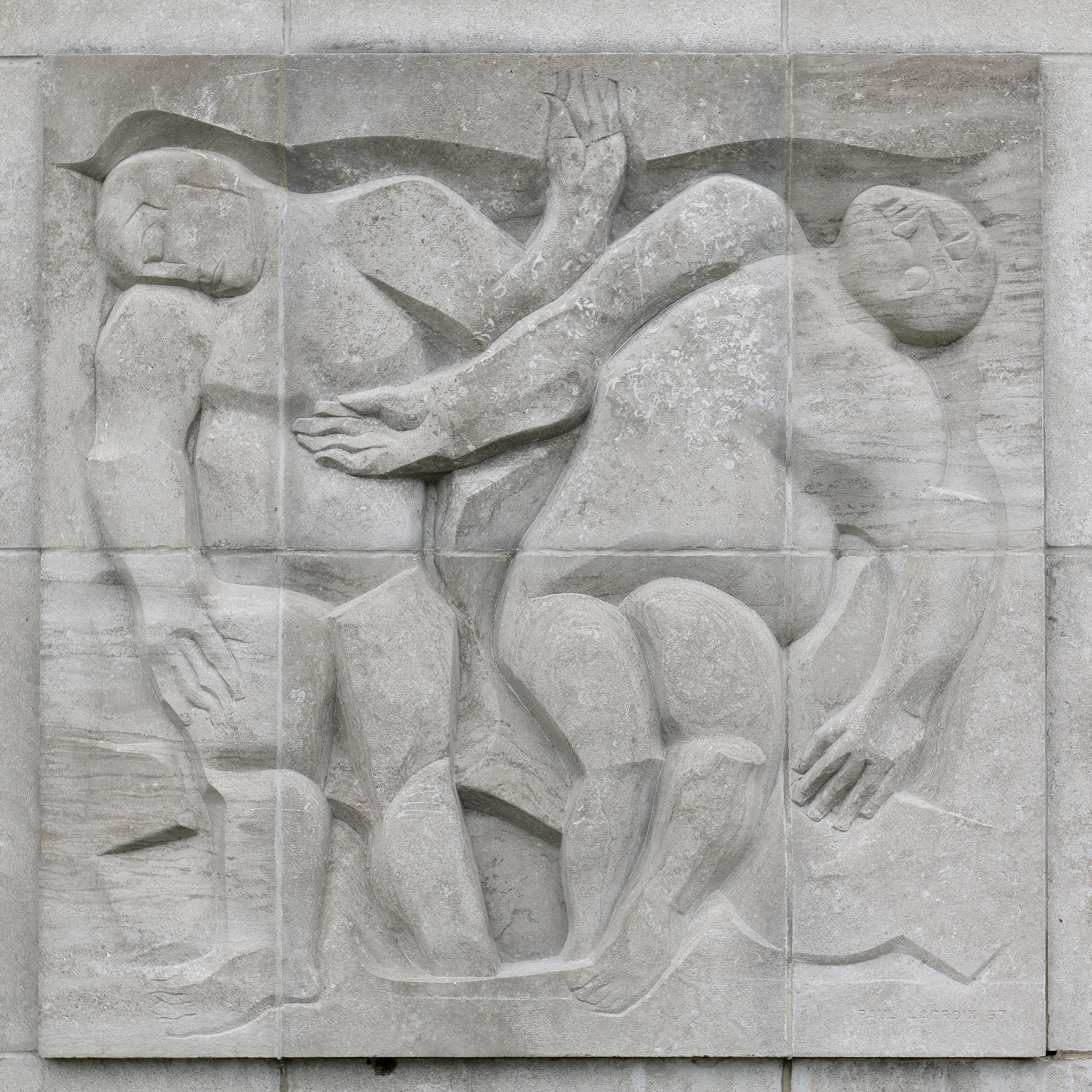
La misère
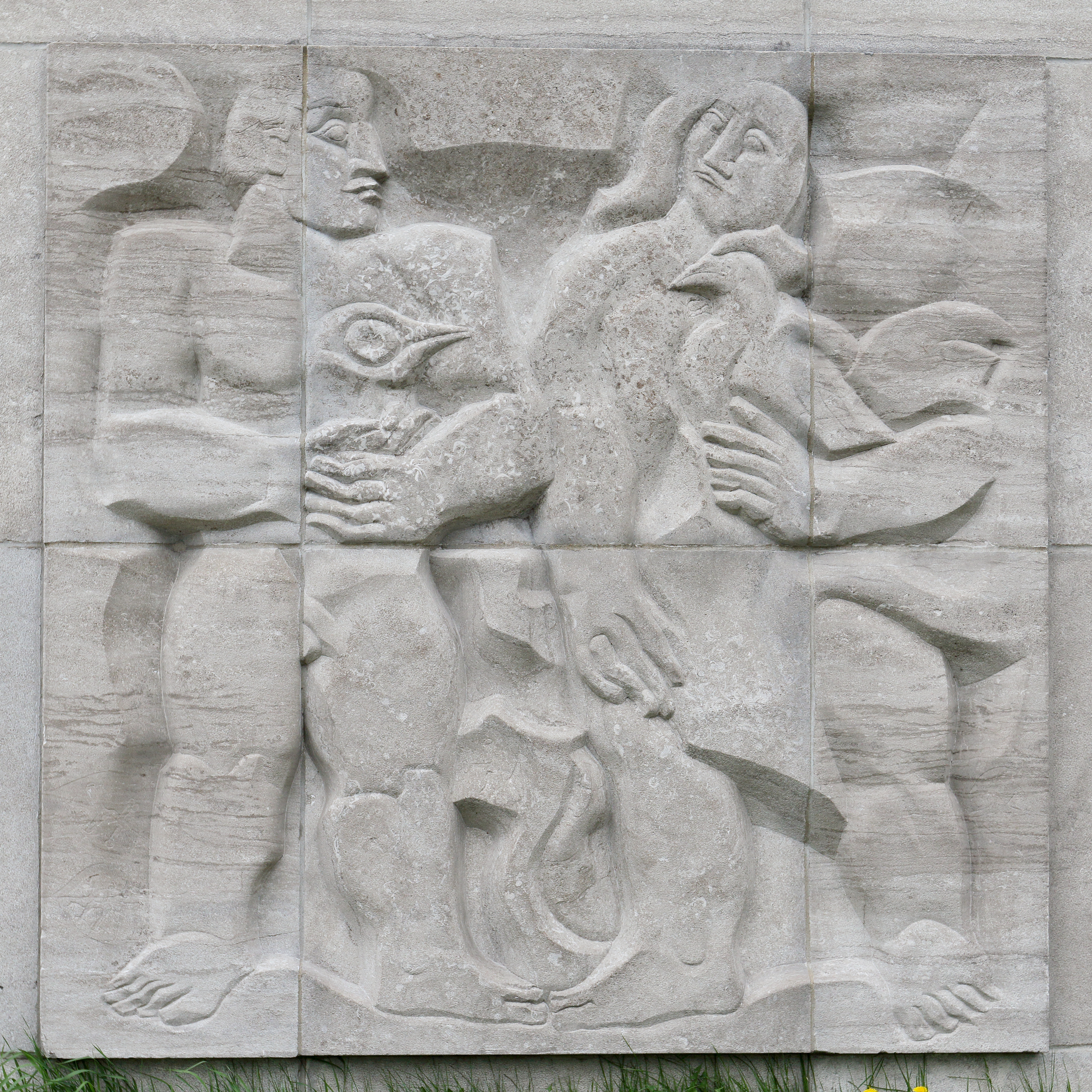
La santé
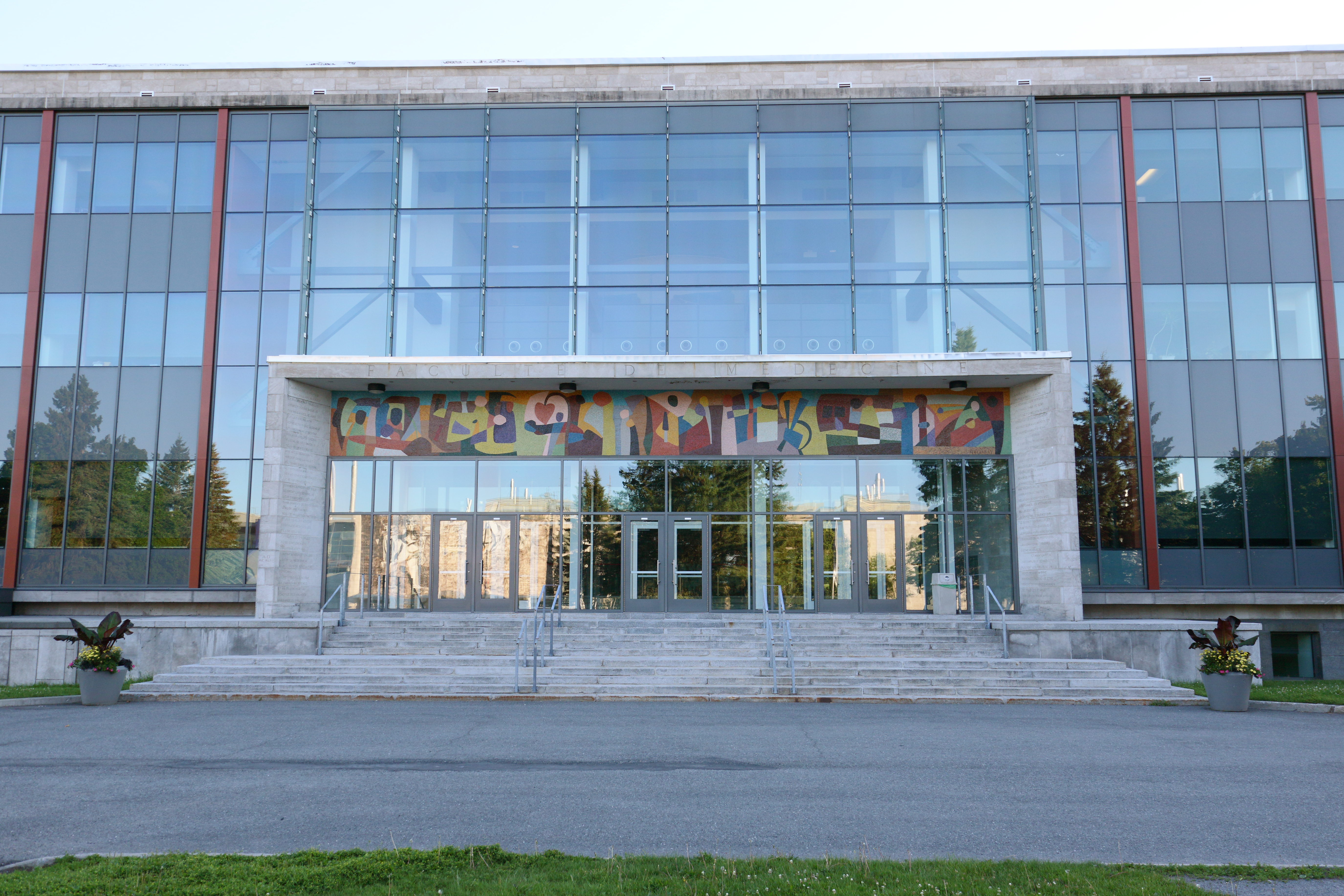
Les sept étapes de la médecine
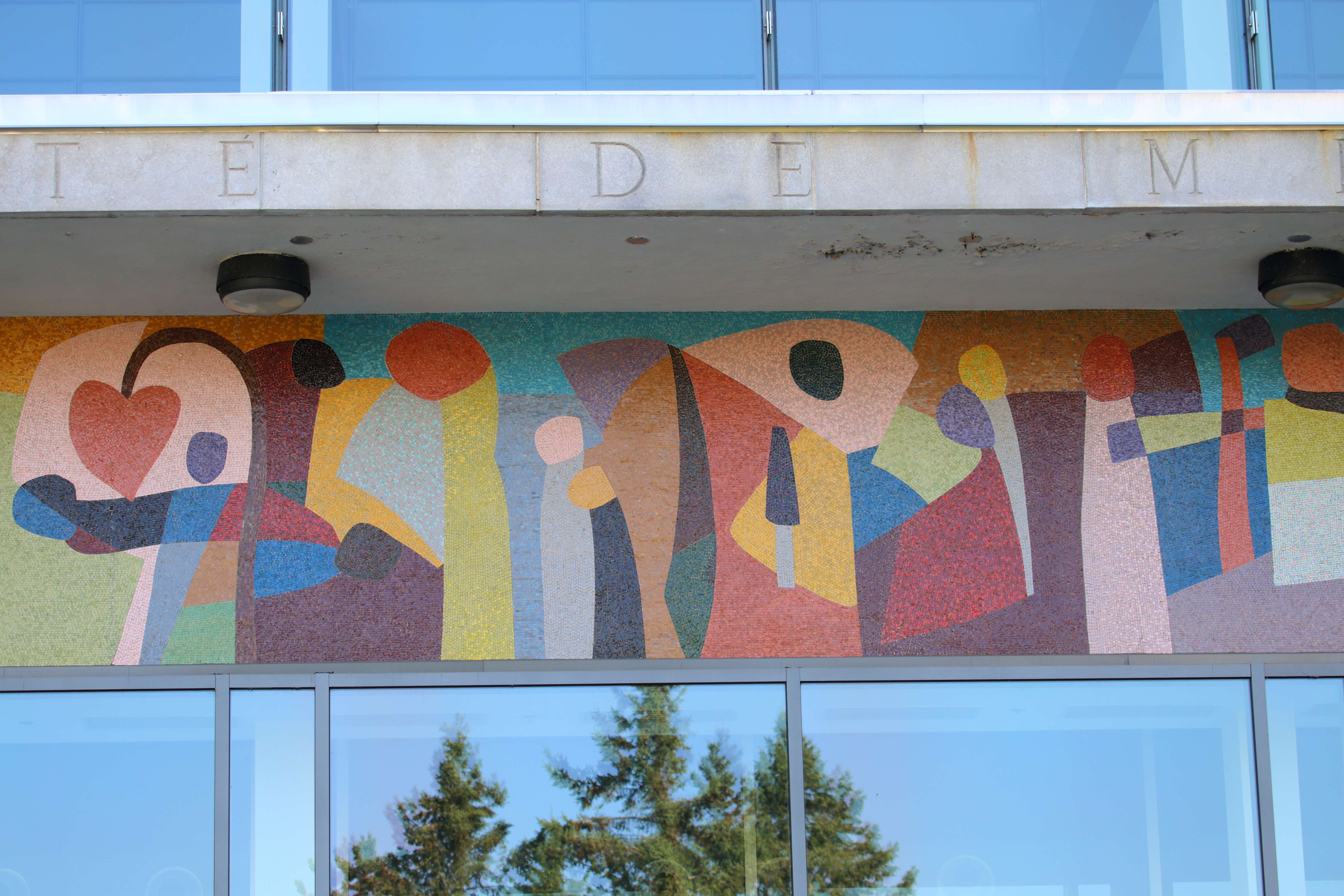
Les sept étapes de la médecine (détail)
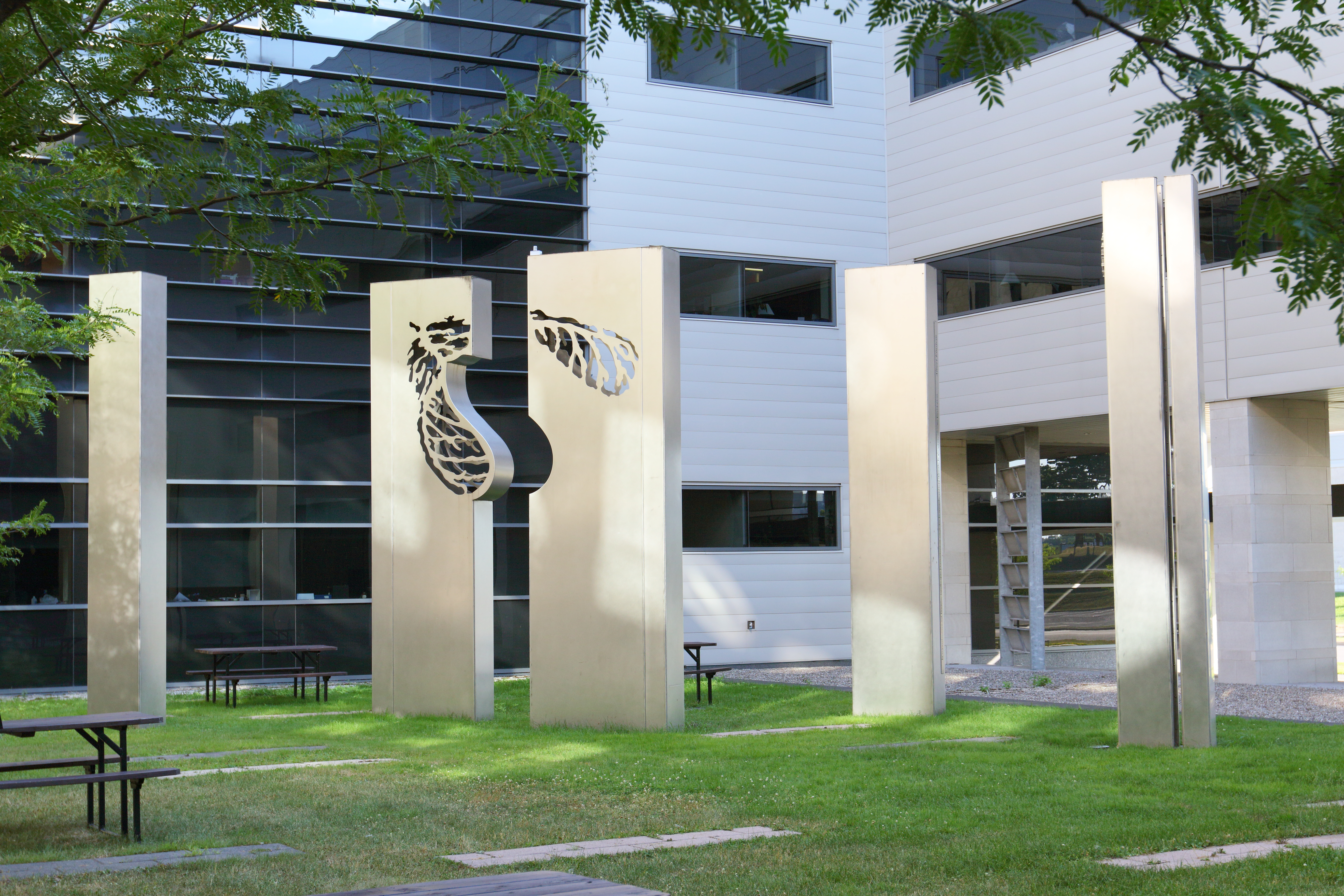
Pour la suite du monde
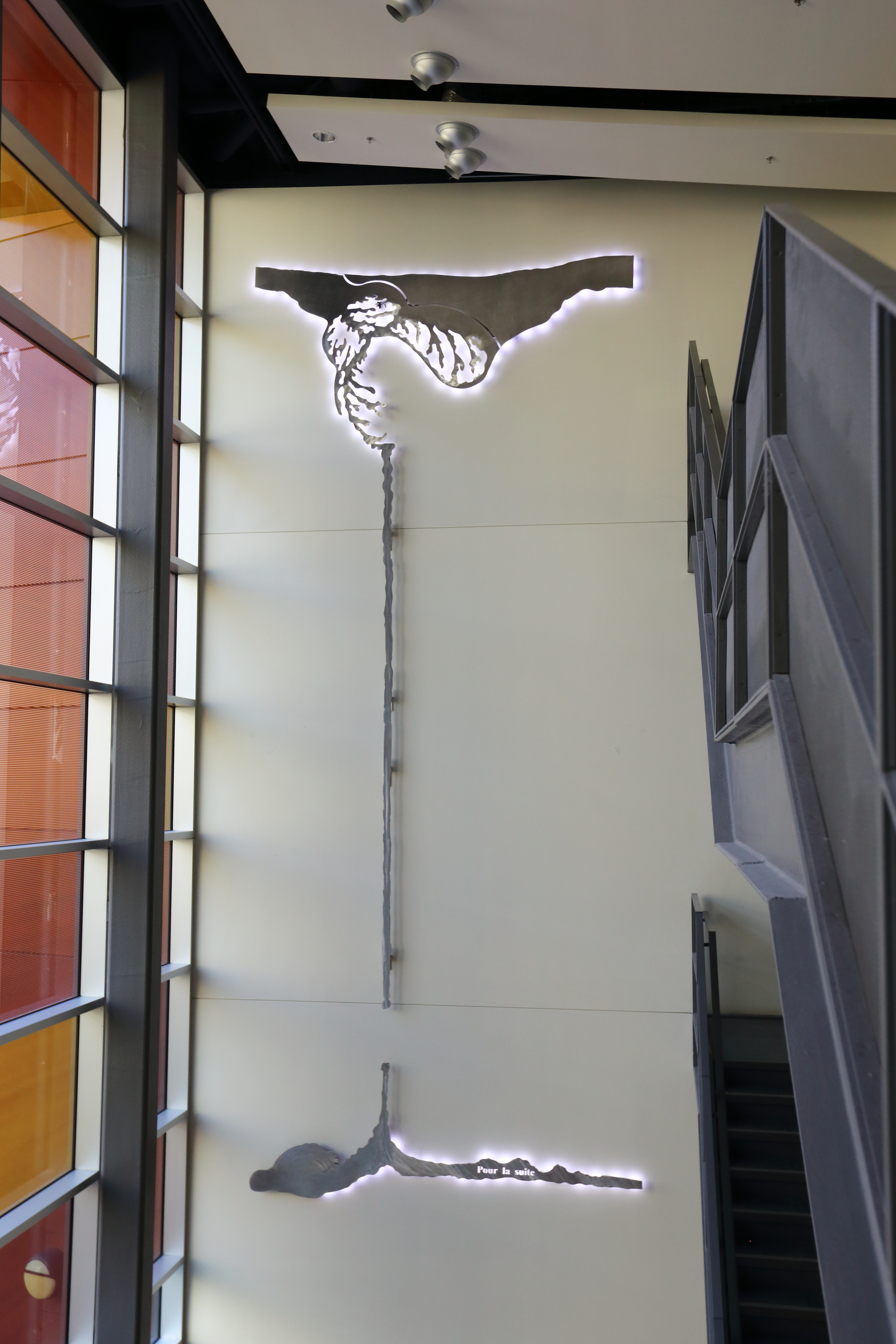
Pour la suite du monde
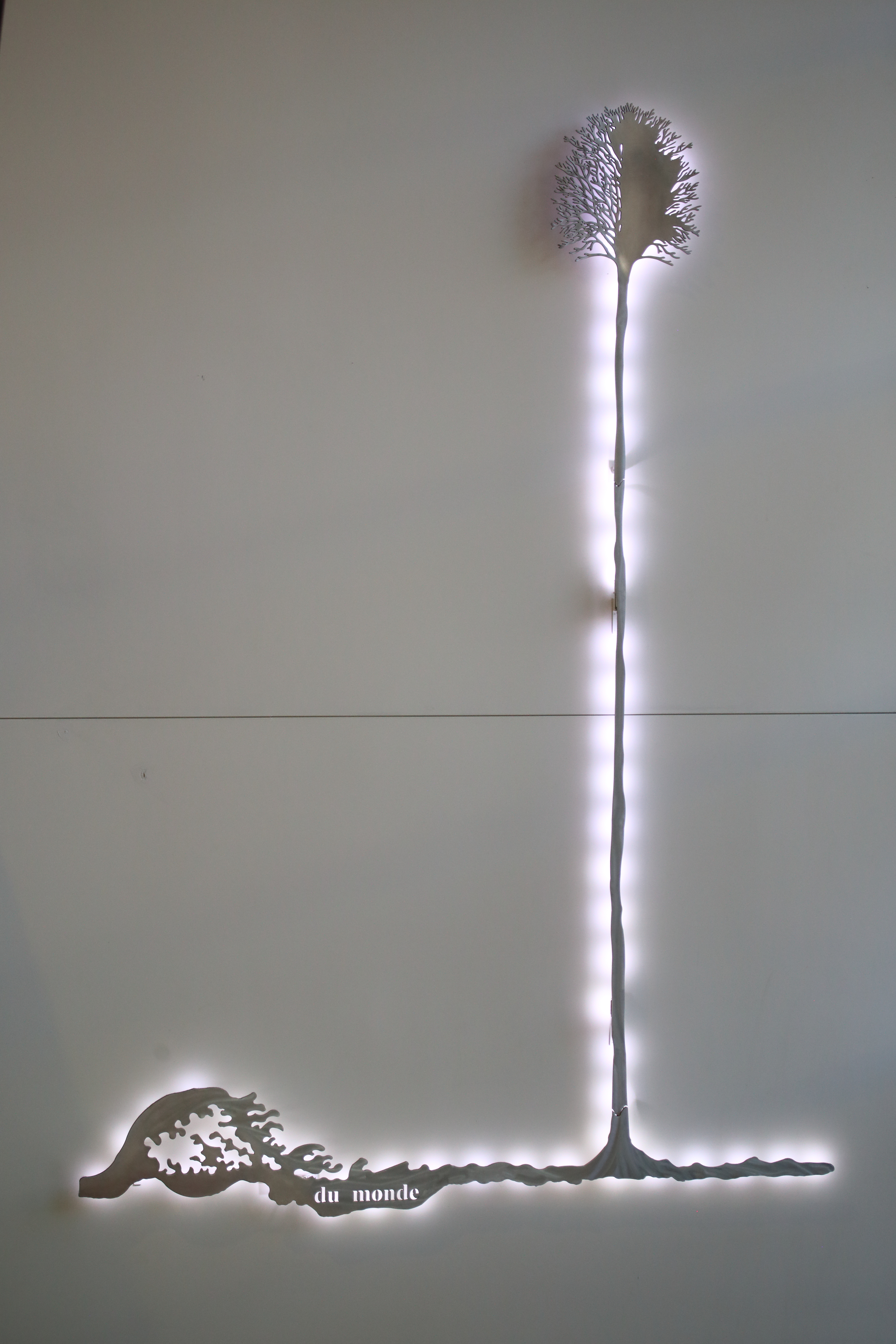
Pour la suite du monde